# Jednoduchý stroj

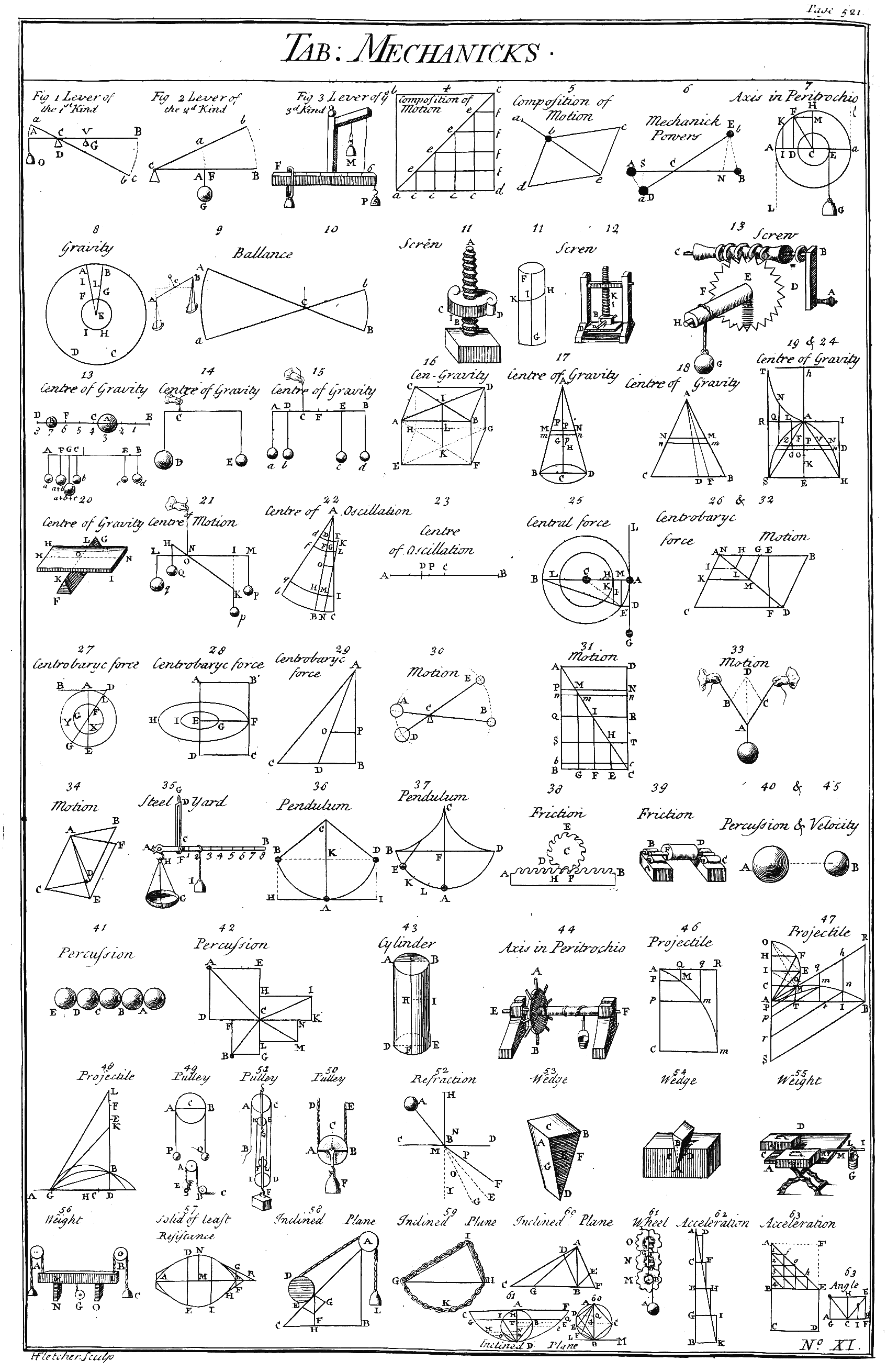
Plakát z roku 1728, ukazující různé jednoduché stroje.

Jednoduchý stroj je jeden z druhů mechanických strojů, patřící do této skupiny:
- Nakloněná rovina - a na stejném principu:
  - Klín
- Páka - a na stejném principu:
  - Kladka (Pevná kladka - Volná kladka - Kladkostroj)
  - Kolo na hřídeli

na obou předchozích principech:
- Šroub

Společným rysem těchto strojů je jednoduchost konstrukce a jednoduchost principu. Části ostatních mechanických strojů („nejednoduchých“) se skládají z jednotlivých jednoduchých strojů.
Jednoduché stroje usnadňují lidem práci, většinou (s výjimkou pevné kladky) tím, že umožní působit menší silou, než by bylo bez jednoduchého stroje nutné. Tato výhoda je ale vyvážena nutností působit po delší dráze, takže výsledné množství mechanické práce vykonané s jednoduchým strojem je stejné (ve skutečnosti dokonce vyšší) než práce bez jednoduchého stroje.